# Маркаде — Пуассонье (станция метро)
Маркаде — Пуассонье (фр. Marcadet - Poissonniers) — пересадочный узел Парижского метрополитена между линиями 4 и 12. Назван по рю Маркаде и рю Пуассонье, вблизи которых расположены залы станции. В зале 4-й линии установлены автоматические платформенные ворота.

## История
- Изначально пересадочного узла как такового не существовало. Залы линий: 4 (станция «Маркаде» относившаяся к CMP, открыт 21 апреля 1908 года) и 12 (станция «Пуассонье» до 1930 года линии А компании Север-Юг, открыт 23 августа 1916 года) до 1931 года существовали как отдельные станции. Лишь в 1930 году, с интеграцией линий А и В общества Север-Юг, в общую систему Парижского метрополитена (с переименованием в линии 12 и 13), между залами был сооружён переход, а 25 августа 1931 года было утверждено объединённое название для пересадочного узла. Зал линии 12 сохранил некоторые элементы оригинального дизайна, применявшегося компанией Север-Юг, вплоть до реновации в 2015 году можно было видеть вывески со старым названием «Пуассонье», после этого они были закрыты новой облицовкой стен.
- Пассажиропоток по станции по входу в 2011 году, по данным RATP, составил 6 064 992 человек[2]. В 2013 году этот показатель вырос до 6 381 604 пассажиров (50 место по уровню входного пассажиропотока в Парижском метро)[3].

## Галерея
- Зал линии 4
- Зал линии 12
- Плиточная вывеска со старым названием зала линии 12 — Пуассонье.